# Evangelios de Garima

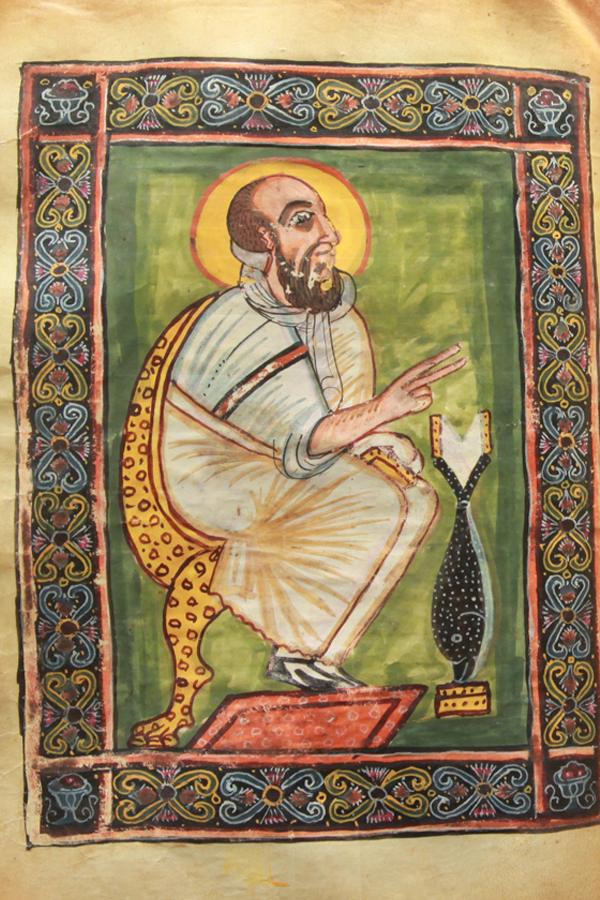
Retrato del Evangelista Marcos de Garima 2, probablemente el primero de los dos Evangelios de Garima.

Los Evangelios de Garima son dos libros en el antiguo lenguaje Ge'ez del Evangelio etíope. Se cree que Garima 2, el primero de los dos, es el manuscrito iluminado cristiano completo más antiguo que ha sobrevivido. La tradición monástica sostiene que fueron compuestos cerca del año 500, una fecha respaldada por análisis recientes de datación por radiocarbono; muestras de Garima 2 propusieron una fecha de c. 390-570, mientras que la datación de las muestras de Garima 1 propuso una fecha de c. 530-660.
Juntos, los dos manuscritos son el testigo principal de la versión etíope de los Evangelios y han sido aplicados como textos de prueba para la creación de ediciones críticas de los Evangelios etíopes por Rochus Zuurmond (Evangelio de Marcos, 1989; Evangelio de Mateo, 2001) y Michael G Wechsler (Evangelio de Juan, 2005). Como tal, se representan entre los primeros testigos versionales del primer tipo de texto bizantino de los Evangelios, y son los manuscritos etíopes sobrevivientes más antiguos de cualquier tipo conocidos por los eruditos modernos. La erudición occidental había creído previamente que ambos evangelios databan de c. 1100 o posterior sobre la base de análisis paleográfico.
Los Evangelios se encuentran en el Monasterio Abba Garima de Etiopía. No se sabe que hayan salido nunca del monasterio, aunque, como los alrededores fueron ocupados por musulmanes entre los siglos IX y XIV, es posible que permanecieran escondidos en una cueva durante siglos y luego fueran redescubiertos. Los Evangelios se incluyeron en el catálogo de una exposición itinerante de un museo americano entre 1993 y 1996: African Zion: the Sacred Art of Ethiopia, pero que en realidad nunca fueron prestados para la exposición.
La tradición monástica atribuye los libros del evangelio a San Abba Garima, que se dice que llegó a Etiopía en el 494.

## Tradición
Abba Garima es uno de los Nueve Santos, que tradicionalmente se dice que vino de 'Roma' (a menudo se piensa que se refiere a Siria), y que cristianizó a las poblaciones rurales del reino etíope antiguo de Akxum en el siglo VI; los monjes miran los Evangelios menos como antigüedades significativas que como reliquias sagradas de Abba Garima. Según la tradición, Abba Garima escribió e ilustró los Evangelios completos en un único día: «Dios detuvo la puesta del sol hasta que el santo completó su trabajo». Las pruebas definitivas de radiocarbono han apoyado la datación de Abba Garima 2, el primero de los dos libros, hasta el siglo VI, pero por lo demás, las investigaciones recientes, tienden a contraindicar muchos aspectos de la cuenta tradicional, proponiendo en cambio para los evangelios de Garima que es griego, no siríaco, que la iconografía y la paleografía buscan fuentes egipcias y no sirias, y que la traducción del evangelio conservada en los evangelios de Garima se había completado más de un siglo antes de las fechas tradicionales de los Nueve Santos. Además, el supuesto origen sirio de los Nueve Santos ya no se mantiene en los estudios más recientes.

## Manuscritos

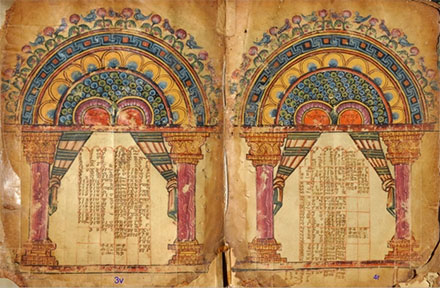
Dos páginas iluminados de Garima 1, probablemente el último de los dos Evangelios de Garima.

Hay dos manuscritos, Garima 1 y Garima 2, de los cuales es probable que Garima 2 sea el anterior. En trabajos de referencia anteriores, Garima 1 se designaba Garima I, mientras que Garima 2 se designaba Garima III. Antes de la restauración reciente, un tercer libro del evangelio, probablemente del siglo XIV, se había vinculado con Garima 2, y este evangelio posterior se denominó Garima II. La restauración reciente ha separado los tres libros y se ha repaginado en el orden y los volúmenes originales, reubicando una serie de folios y miniaturas que a lo largo de los siglos se habían desplazado entre los tres manuscritos.
Garima 1 tiene 348 páginas conservadas, que se abren con once tablas de canon iluminadas en arcadas, seguidas de los textos del Evangelio en Ge'ez; la lengua etíope del reino de Aksum desde los siglos IV al VII, que se convirtió y sigue siendo la lengua religiosa de la Iglesia etíope. Garima 2, también en Ge'ez, es una publicación de 322 páginas escrita por un escriba diferente. Tiene diecisiete páginas iluminadas, que incluyen cuatro hermosos retratos de los evangelistas que preceden a sus respectivos evangelios, y un retrato separado de Eusebio de Cesarea que precede a sus tablas canónicas. Los retratos de Mateo, Lucas y Juan se presentan frontalmente y apenas diferenciados; pero el de Marcor lo presenta de perfil en el trono episcopal de Alejandría. Otra página iluminada representa el Templo de Salomón, o tal vez la Fuente de la Vida, con una escalera de forma inusual única en la iconografía cristiana.
Las miniaturas tienen un estilo ampliamente bizantino y son estilísticamente consistentes con la fecha del siglo VI. Si bien el texto ciertamente fue escrito en Etiopía, algunos estudiosos como Marilyn Heldman, habían sostenido que las páginas iluminadas podrían haberse importado listas para usar desde la antigua Siria o Egipto; mientras que Jacques Mercier ahora argumenta que tanto el texto como las iluminaciones se produjeron dentro de Etiopía. Algunas de las ilustraciones se pueden ver en Encuadernación extrema: un fascinante proyecto de preservación en Etiopía. por Lester Capon .
Los textos de los dos manuscritos difieren de tal manera que Garima 1 no parece descender directamente de Garima 2, lo que implica que la traducción común de la que derivan es probable que sea mucho antes; y que, en consecuencia, la traducción del Evangelio etíope puede ser más antigua de lo que se creía anteriormente.
Ninguno de los manuscritos tiene colofón. Sin embargo, en Garima II (el libro del evangelio del siglo XIV anteriormente vinculado con Garima 2) hay una nota histórica sobre dos hojas entrometidas al final del Evangelio de Lucas, que se refiere a la reparación de iglesias realizada por un Rey Armeho. Armeho puede identificarse con el Rey Armah de Akxum, quien emitió monedas entre 600 y 640. Getatchew Haile, al traducir las notas de los manuscritos, deja abierta la posibilidad de que esta nota pueda atribuirse al período del reinado del rey.
Las dos portadas también son muy antiguas; la de Garima 1 posiblemente contemporánea con el manuscrito, lo que probablemente la convertiría en la portada de libro más antigua todavía adjunta a su libro en el mundo (el Evangelio de San Cuthbert del siglo VII es el más antiguo de Europa). Es de cobre dorado con tableros de madera y su decoración se centra en una gran cruz. Los agujeros que pueden haber sido configuraciones para gemas ahora están vacíos. La cubierta para Garima 2 es plateada y de los siglos X al XII.
Una iglesia del siglo XIX para mujeres peregrinas al borde del monasterio está siendo renovada para albergar los preciosos manuscritos. Tiene ventanas pequeñas, que ayudarán a prevenir la decoloración. Se están insertando barras de acero y el edificio estará protegido por guardias armados.

## Opinión de expertos
Los Evangelios de Garima se conocieron fuera de Etiopía en 1950, cuando Beatrice Playne , una historiadora de arte británica, visitó el monasterio. Como a las mujeres no se les permite entrar al monasterio, los monjes cortésmente llevaron varios manuscritos afuera para que ella los viera. Ella escribió que «había varios manuscritos iluminados cuyos títulos ornamentales me parecían de estilo sirio». En la década de 1960, el francés Jules Leroy examinó los manuscritos y propuso que se dataran de c. 1100.  Hasta hace poco, pocos académicos externos habían visto los manuscritos.
Los dos Evangelios de Garima se hicieron conocidos por los eruditos bíblicos a través de fotografías de microfilmes recopiladas por Donald M. Davies; quienes se dieron cuenta de que representaban un texto mucho más temprano que el de cualquier otro manuscrito etíope sobreviviente. Salió con los tres libros del Evangelio de Garima (incluido Garima II, luego vinculado con Garima 2) a los siglos VIII-X. Siguiendo a Davies, y usando sus fotografías, los Evangelios de Garima formaron el texto base utilizado por Rochus Zuurmond en su preparación de un texto crítico para los Evangelios etíopes; eligiendo Garima 1 como su texto de prueba principal. Garima 1 y Garima 2 forman juntos el texto de clase 'Aa' de Zuurmond o Versio Antiqua, que afirma que es «un tipo que podría ser más o menos el original», en el sentido de que ningún manuscrito etíope posterior podría considerarse como una transmisión de información sustancial sobre la traducción original, excepto en aquellos pasajes donde ni el texto de Garima sobrevive o es legible. Zuurmond salió con los tres libros del Evangelio de Garima más tarde de lo que Davies había hecho «En mi opinión, no se pueden fechar con seguridad después del siglo XIII, pero probablemente sean uno o dos siglos antes». Al categorizar el texto presenciado en Garima 1 y Garima 2, Zuurmond afirma que tiene las características de una «traducción libre» que conserva la sintaxis y la gramática idiomática de Ge'ez; a menudo traicionando una experiencia limitada en gramática griega, vocabulario y ortografía. Manuscritos etíopes posteriores —y después de ellos, todas las ediciones impresas etíopes anteriores— comúnmente descienden de una extensa revisión llevada a cabo en el siglo XIII, mediante la cual se corrigieron los textos del Evangelio para transmitir versiones más literales y precisas de la terminología y el orden de las palabras griegas, y también para conformarse más estrechamente a las versiones en árabe egipcio. Eliminando estos cambios posteriores, Zuurmond clasifica los textos de Garima como «primitivos bizantinos»; al mismo tiempo que subraya que, especialmente en el Evangelio de Juan, sus lecturas a menudo parecen ser testigo de una versión del Texto Bizantino que difiere del Texto Mayoritario posterior; «En aproximadamente la mitad de mis casos de muestra[en Juan] Eth va en contra del equivalente etíope del Texto Mayoritario Griego».
Jacques Mercier, un experto francés en arte etíope, examinó los manuscritos en el monasterio; y, debido a que los manuscritos se estaban deteriorando hasta el punto de que se desmoronaban cada vez que se examinaban, en el año 2000 se le permitió llevar dos pequeños fragmentos de pergamino al Laboratorio de Arqueología de la Universidad de Oxford. Una muestra de una página de evangelista en Garima 2 fue fechada en 330-540; y la otra, de una página de tabla de canon diferente pero no definitivamente un manuscrito diferente, en 430-650. Basado en aspectos estilísticos de la obra, Mercier estimó que los dos evangelios databan de alrededor del año 600. Esto concuerda con la fecha propuesta por Marilyn Heldman en el catálogo de la Exhibition African Zion: the Sacred Art of Ethiopia de 1993. Marilyn Heldman había contribuido previamente con notas sobre las páginas iluminadas de Garima 1 y Garima 2 al estudio de Donald Davies sobre la datación de manuscritos etíopes, en el que había argumentado que la representación correcta de las formas arquitectónicas clásicas en las mtablas de los cánones de Garima excluía una fecha posterior al siglo VI; mientras que los paralelismos más cercanos a los retratos de evangelistas —especialmente las formas de mobiliario representadas en el retrato de Marcos— también eran de ese siglo.
La propuesta de Mercier de una fecha mucho más temprana para los Evangelios de Garima fue tomada en cuenta en la revisión del trabajo de Zuurmond realizada por Curt Niccum en 2013. Niccum acepta la datación por radiocarbono de Mercier de los Evangelios de Garima hasta el siglo VI, señalando que esto es consistente con la observación de Michael Knibb de que el texto de las inscripciones de los Evangelios de Elesbaan en  Ge'ez que sobreviven, que datan de alrededor del año 525, se ajustan a la forma del texto de los Evangelios de Garima, en lugar de la que se encuentra en manuscritos y ediciones etíopes posteriores. Concluye que «cada vez más pruebas apuntan a un período considerablemente anterior de traducción»; argumentando que la mayor parte del trabajo de traducir el Nuevo Testamento a Ge'ez debe haber sido completado en Akxum antes de finales del siglo IV. En particular. Niccum señaló la reciente identificación en manuscritos sobrevivientes de una «Colección Aksumite» de cánones de la iglesia y extractos patrísticos, cuya traducción a Ge'ez puede datarse con seguridad en el siglo V; y que presupone los Evangelios en una versión de Ge'ez.
En noviembre de 2013, se celebró una conferencia de dos días en el Centro de Estudios Clásicos y Bizantinos de Ioannou en Oxford, patrocinada por el Fondo del Patrimonio Etíope, con el título Etiopía y el Mundo Mediterráneo en la Antigüedad Tardía: Los Evangelios de Garima en Contexto. Durante el trabajo de restauración se habían recolectado fragmentos de muestras bajo condiciones controladas de texto y páginas ilustradas de ambos manuscritos; como resultado de lo cual Jacques Mercier pudo reportar las fechas definitivas de radio-carbono de los dos Evangelios de Garima; 390 a 570 para Garima 2, y 530 a 660 para Garima 1. Estos rangos de datación sugerirían que es muy probable que el manuscrito de Garima 2 sea anterior al de los Evangelios de Rabbula ilustrados siriacos que ahora se encuentran en la colección de la Biblioteca Laurenciana de Florencia, Italia, y que datan explícitamente del año 586. Mercier propuso los Evangelios de los Génesis Cotton, Génesis de Viena y Codex Rossanensis como manuscritos iluminados comparables —aunque sin fecha—. Por otra parte, entre las ponencias presentadas en la conferencia figuraba la primera traducción completa publicada por Getatchew Haile de las diversas notas históricas que se encuentran en los dos libros evangélicos, así como diversos estudios iconográficos y paleográficos, entre los que figuraba una ponencia de Jacques Mercier en la que se argumentaba que la cuadrícula común de líneas de puntuación que subyace tanto a las ilustraciones como a los textos demuestra que ambas se ejecutaron en Etiopía y que, por lo tanto, en el Reino de Aksum, en la Antigüedad tardía, donde debía haber existido una escuela de pintura y un taller de producción de manuscritos. Alessandro Bausi presentó un trabajo en el que comparaba la lengua ge'ez y la paleografía de los evangelios de Garima con las encontradas en un manuscrito recientemente identificado como testigo de la «Colección Aksumite» o «Sínodo de Qefrya»; un compendio editado de textos sinodales griegos seleccionados, que se cree que fue traducido a Ge'ez a finales del siglo V.